# Friedrich Defant

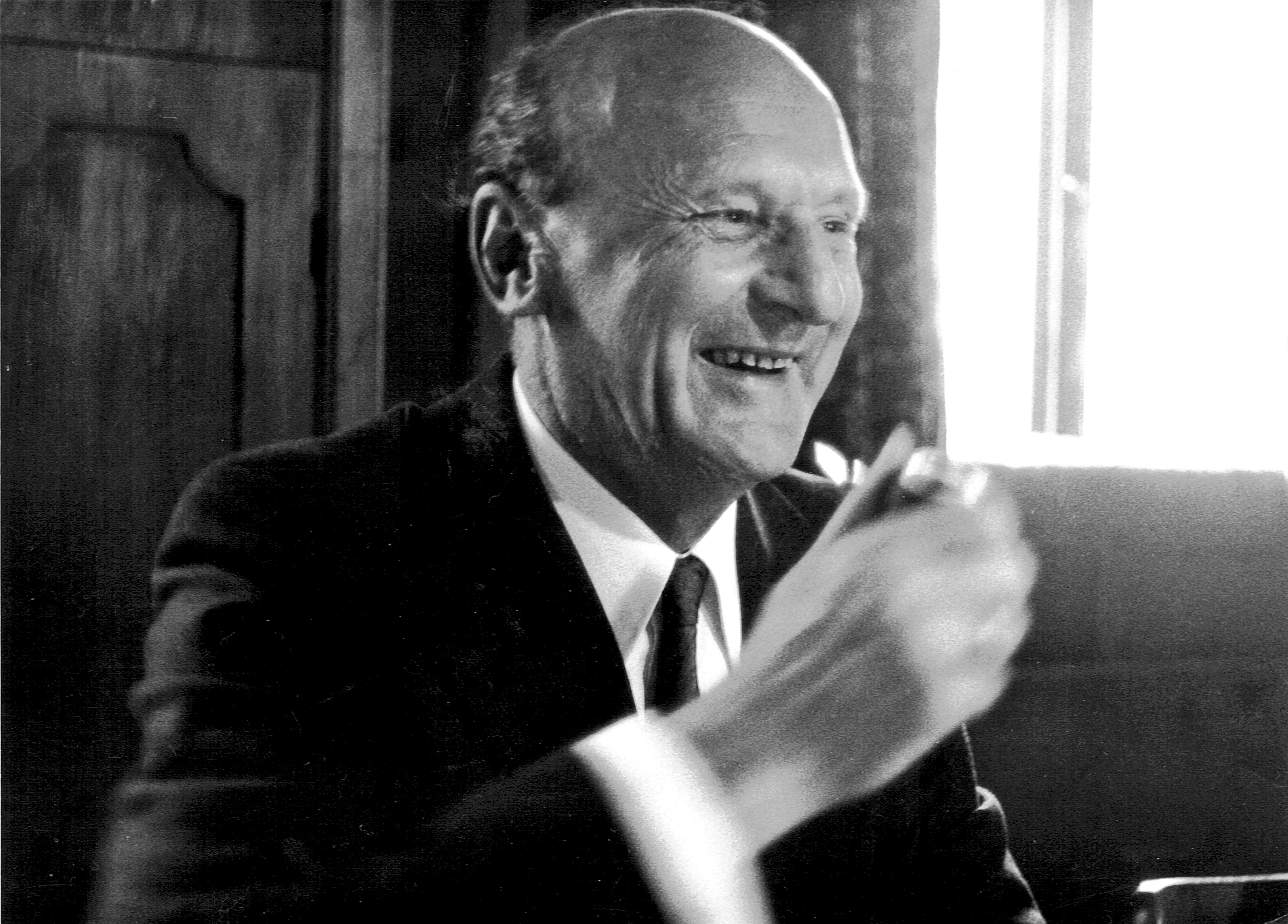
Fritz Defant

Friedrich „Fritz“ Defant (* 14. April 1914 in Wien; † 20. November 1990 in Kiel) war ein österreichischer Meteorologe.

## Leben
Fritz Defant war der Sohn des Meteorologen, Ozeanographen und Universitätsprofessors Albert Defant.
Die Familie Defant zog im Jahre 1926 von Innsbruck nach Berlin, da Albert Defant für die Zeit 1926–1945 eine Professur an der Friedrich-Wilhelms-Universität zu Berlin annahm und somit Direktor des Instituts und Museums für Meereskunde in Berlin wurde. Nach dem Abitur in Berlin-Wilmersdorf im Jahre 1934 musste Friedrich Defant zunächst den Reichsarbeitsdienst ableisten, bevor er sich in Berlin für das Studium der Geophysik immatrikulieren konnte. Der zweijährige Wehrdienst (1935–1937) unterbrach sein Studium. Anschließend konnte er es bis zum Sommersemester 1939 fortsetzen. In dieser Zeit war Defant wissenschaftlicher „Hilfsangestellter“ auf dem Forschungsschiff Altair bei der internationalen Golfstrom-Expedition. Diese Teilnahme legte den Grundstein für sein Interesse an der Maritimen Meteorologie. Im Herbst 1939 wurde er zur Wehrmacht eingezogen und nahm am Überfall auf Polen teil. Im Frühjahr 1940 wurde er vom Kriegsdienst beurlaubt, um seine Promotion abzuschließen. Anschließend war er bis Kriegsende Angehöriger des Marinewetterdienstes. Unter anderem fuhr er als Bordmeteorologe auf dem Kreuzer Admiral Scheer (Oktober 1940–März 1941).
Da das Institut und Museum für Meereskunde, die wissenschaftliche Arbeits- und Wirkungsstätte von Albert Defant, kurz vor Kriegsende durch Bomben vollständig zerstört wurde, sah der Vater für die Familie Defant in Berlin keine Perspektiven mehr und ging nach Innsbruck zurück, wo er bis 1955 Direktor des Instituts für Meteorologie und Geophysik an der Universität Innsbruck wurde und seinen Sohn Friedrich als Assistenten beschäftigte.
Bereits im September 1945 wurde er von der Tiroler Landesregierung und vom ‚Service Météorologique en Autriche' beauftragt, für die Länder der französischen Zone (Tirol und Vorarlberg) einen meteorologischen Dienst einzurichten.
1947 fertigte Friedrich Defant seine Habilitationsschrift an. In diese Zeit fielen auch seine weiteren wissenschaftlichen Arbeiten über lokale Windsysteme. Seine zusammenfassende Darstellung über „Local Windsystems“ im Compendium of Meteorology blieb lange richtungsweisend, insbesondere die Darstellung des Zusammenwirkens der Hangwindsysteme mit dem Berg- und Talwindsystem und ihren Umschlagphasen.
Für die Zeit 1951–1953 wurde Defant von Carl-Gustaf Rossby und Jacob Bjerknes als Gastprofessor nach Chicago und nach Los Angeles eingeladen. Anschließend war er bis 1961 Gastprofessor am International Institute of Meteorology in Stockholm tätig. In diese 10 Jahre fallen seine eingehenden, mit großer Akribie durchgeführten Analysen der Strom- und Geopotentialfelder im 200- und 300-hPa-Niveau zur Bestimmung der Jetstreams, sowie – darauf aufbauend – seine Untersuchungen der Struktur von Form und Ausprägung der Tropopause, insbesondere des Tropopausenbruchs im Strahlstrombereich der Subtropen.
1961 erhielt Friedrich Defant einen Ruf an die Christian-Albrechts-Universität zu Kiel für ein neu gegründetes Ordinariat. Hier war er bis zu seiner Entpflichtung im Jahre 1980 ordentlicher Universitätsprofessor für Meteorologie und zugleich Direktor der Abteilung maritime Meteorologie am Institut für Meereskunde Kiel (IfM), mit dem heutigen Nachfolgeinstitut GEOMAR Helmholtz-Zentrum für Ozeanforschung Kiel. In dieser Zeit widmete er sich insbesondere der Untersuchung der Allgemeinen Zirkulation der Atmosphäre mit dem Schwerpunkt „Energetik der Atmosphäre“. Hier ist zunächst die bedeutende Untersuchung der Energetik der Hamburger Sturmflut im Jahre 1962 zu nennen. Durch das Studium der Wechselwirkungen der einzelnen Skalen untereinander gelang ihm – in Zusammenarbeit mit mehreren Doktoranden und Diplomanden – ein vertiefter Einblick in die Energietransfers der Atmosphäre. In einer weiteren, größeren Untersuchung erarbeitete er im Rahmen mehrerer Examensarbeiten die klimatischen Verhältnisse der Flüsse von potentieller sowie kinetischer Energie für das Gebiet der Ostsee. Diese Untersuchung wurde von den Ozeanographen des damaligen IfM angeregt, da sie für ihre Studien Informationen über die Energieflüsse an der Grenzfläche Ozean-Atmosphäre benötigten. Die in diesen Untersuchungen gewonnenen Ergebnisse wurden in der von der Deutschen Forschungsgemeinschaft geförderten Arbeitsgruppe DEFAAZ (Diagnose empirischer Felder der allgemeinen atmosphärischen Zirkulation) von Friedrich Defant und seinen wissenschaftlichen Mitarbeitern sowie Doktoranden/Diplomanden mit Kollegen anderer meteorologischer Institute erfolgreich vertieft.
Nach seiner Entpflichtung im Jahre 1980 zog er sich mehr und mehr aus den Arbeiten am Institut zurück.

## Auszeichnungen
Die Universitäten Innsbruck und Helsinki ehrten seine wissenschaftlichen Leistungen mit der Verleihung von Universitätsmedaillen. Am 26. April 1982 erhielt er das Bundesverdienstkreuz 1. Klasse. Postum verlieh ihm die Österreichische Gesellschaft für Meteorologie (ÖGM) die Julius von Hann Medaille.

## Werke
- 1940: Trägheitsschwingungen im Ozean und in der Atmosphäre, Dissertation an der Friedrich-Wilhelms-Universität zu Berlin,  Referenten: Ertel & Wüst.
- 1947: Grundlagen einer Theorie des jährlichen Luftdruckganges in der Atmosphäre der Nordhalbkugel, Habilitationsschrift an dem Institut für Meteorologie und Geophysik der Universität Innsbruck.
- 1949: Zur Theorie der Hangwinde, nebst Bemerkungen zur Theorie der Berg- und Talwinde, Arch. Meteor. Geophys. Biokl.,Ser. A, 1, S. 421–450.
- 1950: Theorie der Land- und Seewinde, Arch. Meteor. Geophys. Biokl., Ser. A, 2, S. 404–425.
- 1950: Das mittlere meridionale Temperaturprofil in der Troposphäre als Effekt von vertikalen und horizontalen Austauschvorgängen und Kondensationswärme, Arch. Meteor. Geophys. Biokl., Ser. A, 2, S. 184–206.
- 1951: Kondensationswärme und Strahlungsbilanz in einem mittleren Meridionalschnitt der Troposphäre, Arch. Meteor. Geophys. Biokl., 4, S. 156–175.
- 1951: Local Winds, Compendium Amer. Meteor. Soc., Boston, Mass., S. 655–672.
- 1953: On the Mechanism of Index Changes, Univ. of Chicago, Dept. of Met., Tech. Rep. to the Office of Nav. Res.
- 1954: Über den Mechanismus der unperiodischen Schwankungen der allgemeinen Zirkulation der Nordhalbkugel, Arch. Meteor. Geophys. Biokl., Ser. A, 6, S. 253–279.
- 1954: Über charakteristische Meridionalschnitte der Temperatur für High- und Low-Index-Typen der allgemeinen Zirkulation und über die Temperaturänderungen während ihrer Umwandlungsperioden, Arch. Meteor. Geophys. Biokl., Ser. A, 6, S. 280–296.
- mit Defant, A. 1958: Physikalische Dynamik der Atmosphäre, Frankfurt am Main, 527 Seiten.
- 1959: On hydrodynamic instability caused by an approach of subtropical and polarfront jet stream in northern latitudes before the onset of strong cyclogenesis, The atmosphere and the sea in motion, S. 305–325.
- 1969: Aerologische Daten gewonnen durch Radiosondenaufstiege und Radarwindmessungen während der Indischen Ozean Expedition 1964/1965 des Forschungsschiffes Meteor, Meteor Forsch.-Erg. B, Nr. 4, 120 Seiten.
- 1972: Klima und Wetter der Ostsee, Kieler Meeresforschung. 28, Nr. 1, S. 1–30.
- mit Fechner, H.; Speth, P. 1972: Synoptik und Energetik der Hamburger Sturmflutwetterlage vom Februar 1962. Energetische Haushaltsgleichungen, Synoptische Analyse und Berechnung des Windfeldes, Ber. DWD, 127, 85 Seiten.
- mit Behr, H. D. 1972: Untersuchungen zur Aerologie und zum Wärmehaushalt der Atmosphäre über dem Westlichen Arabischen Meer während der Nord-Ost-Monsun-Periode, Meteor Forsch.-Erg. B, Nr. 8, S. 1–30.
- mit Fechner, H.; Meyer, W. 1973: Die Berechnung des Vertikalgeschwindigkeitsfeldes der Hamburger Sturmwetterlage vom Februar 1962, Meteor. Rdsch. 26, S. 103–125.
- mit Fechner, H.; Speth, P. 1974: Vergenzen von Flüssen der kinetischen und der verfügbaren Potentiellen Energie, hervorgerufen durch eine besonders intensive außertropische Zyklone, Arch. Meteor. Geophys. Biokl., Ser. A, 23, S. 237–262.
- mit Arpe, K. 1974: Die Quellen und Senken und die vertikalen und meridionalen Flüsse der turbulenten kinetischen Energie in der Tropo- und unteren Stratosphäre am 12. Dezember 1957 im Wellenzahlbereich, Klimatologische Forschung. Festschrift für Herrmann Flohn zur Vollendung des 60. Lebensjahres. - Bonner Meteor. Abh. 17, S. 63–92.
- 1974: Das Anfangsstadium der Entwicklung einer baroklinen Wellenstörung in einem baroklinen Grundstrom (eine mathematisch-physikalische Diagnose), Ber. Inst. f. Meereskunde, Kiel, 4, 106 Seiten.
- 1976: Die Allgemeine Zirkulation der Atmosphäre, promet, Heft 2, S. 1–32.
- 1976: Die Energetik der Allgemeinen Zirkulation der Atmosphäre, promet, Heft 4, S. 1–30.
- 1977: Zum globalen Wärmehaushalt im langzeitlichen Mittel. promet, Heft 1, S. 20.
- mit Speth, P. 1977: Diagnose Empirischer Felder der Allgemeinen Atmosphärischen Zirkulation im Schwerpunkt Energiehaushalt und Zirkulation der Atmosphäre der Deutschen Forschungsgemeinschaft. Zwischenbericht der Arbeitsgruppe. Ber. Inst. f. Meereskunde, Kiel, 228 Seiten.
- mit Moerth, H. T., 1978: Compendium of Meteorology. For use by Class I and Class II  Meteorological Personnel. Edt. A. Wiin-Nielsen. Vol.1. P.3. Synoptic Meteorology, WMO, Genf, 276 Seiten.
- mit Osthaus, A.; Speth, P. 1979: The Global Energy Budget of the Atmosphere. P. 2. The Ten-Year mean Structure of the Stationary large-scale wave Disturbances of Temperature and geopotential height for January and July (Northern Hemisphere), Beitr. z. Phys. d. Atmos. 52, Nr. 3, 229–246.
- mit Walden, H. und Reichelt, M. 1990: Der Marinewetterdienst 1933–1945: Versuch einer geschichtlichen Darstellung, DWD, Seewetteramt, Nr. 117, 166 Seiten.